# Sarcophaga emuensis
Sarcophaga emuensis är en tvåvingeart som beskrevs av Guilherme A.M.Lopes och Tadao Kano 1979. Sarcophaga emuensis ingår i släktet Sarcophaga och familjen köttflugor. Inga underarter finns listade i Catalogue of Life.